# Sobrače
Sobrače so naselje v Občini Ivančna Gorica.